# Fátima binte Alamar
Fátima binte Alamar (em árabe: فاطمة بنت الأحمر; romaniz.: Fatima bint al-Ahmar; c. 1260 - 26 de fevereiro de 1349) foi uma princesa nacérida do Reino Nacérida de Granada, o último Estado muçulmano na Península Ibérica. Filha do sultão Maomé II e especialista no estudo de barnamaje (biobibliografias de estudiosos islâmicos), se casou com o primo de seu pai e aliado de confiança, Abuçaíde Faraje. O filho deles, Ismail I, tornou-se sultão após depor seu meio-irmão, Nácer. Esteve envolvida no governo de seu filho, mas foi especialmente politicamente ativa durante o governo de seus netos, Maomé IV e Iúçufe I, os quais ascenderam ao trono ainda jovens e foram colocados sob sua tutela. Mais tarde, o historiador granadino ibne Alcatibe escreveu uma elegia por sua morte afirmando que "estava sozinha, superando as mulheres de seu tempo / como a Noite do Poder supera todas as outras noites". A historiadora moderna María Jesús Rubiera Mata comparou seu papel ao de Maria de Molina, sua contemporânea que se tornou regente dos reis castelhanos. O professor Brian A. Catlos atribuiu a sobrevivência da dinastia e o eventual sucesso como sendo em parte devidos à sua "visão e constância".

## Antecedentes
O Reino Nacérida de Granada foi o último Estado muçulmano da Península Ibérica, fundado pelo avô de Fátima, Maomé I, na década de 1230. Ao longo de sua existência, foi governado pela dinastia nacérida (Banu Nácer ou Banu Alamar). Por meio de uma combinação de manobras diplomáticas e militares, o reino conseguiu manter sua independência, apesar de estar cercado por dois vizinhos maiores, a cristã Coroa de Castela ao norte e o muçulmano Império Merínida no Magrebe Ocidental (atual Marrocos). Granada intermitentemente entrou em aliança ou entrou em guerra com esses dois poderes, ou os encorajou a lutar um contra o outro, a fim de evitar ser dominado por qualquer um deles.
Em sua maior parte, os registros históricos não mostram que as mulheres participaram abertamente da política do reino. O poeta granadino, historiador e estadista influente ibne Alcatibe (1313–1374), que conhecia bem muitas mulheres reais e de quem vieram muitas informações históricas sobre Fátima, escreveu em seu tratado político Maqama fi al-Siyasa que as mulheres não deviam ser encarregadas dos assuntos do Estado, e que seu papel devia ser limitado como "o solo onde se planta seus filhos, as murtas do espírito, e onde o coração repousa". Na prática, as mulheres às vezes participavam de atividades políticas, especialmente nos bastidores. Devido às frequentes mortes prematuras de sultões por assassinatos ou em batalha, e as acessos ocasionais de sultões menores de idade, as mulheres às vezes eram responsáveis pelos interesses de suas famílias, pelos direitos hereditários de seus descendentes e pela diplomacia com os reinos vizinhos.

## Vida

### Primeiros anos
Fátima nasceu em 659 AH (1260/61) durante o reinado de seu avô, Maomé I. Seu pai, o futuro Maomé II, era herdeiro do trono, e sua mãe, Nuza, era prima de seu pai. Tinha um irmão, o futuro Maomé III (n. 1257) e um meio-irmão, Nácer, cuja mãe era a segunda esposa de seu pai, um cristão chamado Xamece Adua. Seu pai, Maomé, era conhecido como Alfaqui (um alfaqui é um jurista islâmico), devido à sua erudição, educação e preferência por homens eruditos, como médicos, astrônomos, filósofos e poetas. Fomentou atividades intelectuais em seus filhos. Fátima se tornou especialista no estudo de barnamaje, as biobibliografias de estudiosos islâmicos, enquanto seus irmãos, Maomé e Nácer, estudavam poesia e astronomia, respectivamente. Como seus irmãos, provavelmente recebeu sua educação em particular no complexo do palácio real, a Alhambra.

### Casamento com Abuçaíde Faraje
Seu pai assumiu o trono em 1273 após a morte de Maomé I. Se casou com Fátima com Abuçaíde Faraje, seu primo nacérida e influente conselheiro. Abuçaíde (nascido em 1248) era filho de Ismail (falecido em 1257), irmão de Maomé I e governador de Málaga. Quando Ismail morreu, Maomé I trouxe o jovem Faraje à corte, onde se tornou amigo de Maomé II. A data desse casamento aparece na obra anônima al-Dahira al-Saniyya como o ano 664 AH (1265/1266, antes da ascensão de Maomé II), mas a historiadora moderna María Jesús Rubiera Mata duvida da exatidão desta data: Fátima teria sido criança então, adicionalmente o texto confunde a noiva como filha de Maomé I (enquanto Fátima era sua neta), e diz que o noivo era seu primo (Abuçaíde era sobrinho de Maomé I). Rubiera Mata sugere que a data correta do casamento foi mais próxima do nascimento do primeiro filho do casal, Ismail, em 3 de março de 1279. Em 1279, depois de reocupar Málaga, que havia se rebelado anteriormente sob o governo dos Banu Asquilula, Maomé II nomeou Abuçaíde como governador da cidade, cargo que já foi ocupado por seu pai Ismail. Abuçaíde partiu para Málaga em 11 de fevereiro, enquanto Fátima provavelmente ficou em Alhambra, já que sua gravidez estava muito adiantada. Mais tarde, Fátima mudou-se para Málaga, cuidando de seus filhos e estudando barnamaje. Ela tinha um filho mais novo, chamado Maomé (data de nascimento desconhecida), que teve pelo menos quatro filhos: Iúçufe, Faraje, Maomé e Ismail, todos os quais mais tarde deixaram o reino para o Norte da África.

### Reinados de Maomé III e Nácer
Maomé III assumiu o trono após a morte de seu pai em 1302; Fátima parecia manter uma boa relação com seu irmão e seu marido permaneceu como governador de Málaga durante todo o seu reinado. Maomé III foi deposto em 1309 por uma revolução no palácio em Granada e substituído por Nácer. Ao contrário de Maomé III, Fátima e seu marido tinham relações ruins com seu meio-irmão. À medida que seu governo se tornava impopular, ela se aliou às facções que buscavam derrubá-lo. Seu marido, Abuçaíde, liderou uma rebelião em 1311, buscando entronizar seu filho Ismail. A rebelião foi declarada em nome de Ismail, porque como filho de Fátima era neto de Maomé II e, portanto, era visto como tendo melhor legitimidade do que seu pai. Suas forças derrotaram as do sultão na batalha, mas Nácer conseguiu recuar para Granada, apesar da perda de seu cavalo. Abuçaíde sitiou a capital, mas faltou suprimentos para uma campanha prolongada. Ao descobrir que Nácer havia se aliado a Fernando IV de Castela, buscou a paz com o sultão e foi capaz de manter seu posto como governador de Granada, mas prestou homenagem a Nácer.
Temendo a vingança do sultão, negociou um acordo com os merínidas, no qual cederia Málaga em troca do governo de Salé, no norte da África. Quando isso ficou conhecido do povo de Málaga, consideraram isso uma traição, se revoltaram e o depuseram em favor de Ismail. Mais tarde, Ismail prendeu Abuçaíde em Cártama após suspeitas de tentativa de fuga de Málaga, e mais tarde o transferiu para Salobreña, onde morreu em 1320. Com seu filho no controle da cidade, Fátima o ajudou a arquitetar outra rebelião contra Nácer, contando com a ajuda do antigo aliado de Abuçaíde, Otomão ibne Abi Alulá, o chefe dos Voluntários da Fé, e várias facções dentro a capital. O exército de Ismail cresceu enquanto marchava em direção a Granada, e os habitantes da capital abriram os portões da cidade. Nácer, cercado na Alhambra, concordou em abdicar e retirou-se para Guadix. Ismail assumiu o trono em fevereiro de 1314 e Fátima entrou na corte como rainha-mãe. Apesar dos desentendimentos entre o filho e o marido, manteve boas relações com o filho e apareceu em vários pontos da biografia do sultão de ibne Alcatibe. Ela auxiliou Ismail em questões políticas, nas quais, de acordo com Rubiera Mata, ela era "tão dotada de grandes qualidades quanto seu marido". Quando Ismail foi fatalmente atacado por um parente em 1325, foi para o palácio dela que ele foi levado antes de sucumbir devido aos ferimentos.

### A avó do sultão
Na época da morte de Ismail, Fátima era uma figura altamente influente na corte e ajudou a garantir a ascensão de seu neto Maomé IV, filho de Ismail. Como Maomé tinha apenas dez anos de idade, Fátima e um guardião chamado Abu Nuaim Riduão serviram como tutor e uma espécie de regente do jovem sultão, e assumiram um papel ativo no governo. Ibne Alcatibe referiu-se a ela durante este período como jaddat al-sultan ("a avó do sultão") e, de acordo com a historiadora Bárbara Boloix Gallardo, este foi o período de pico da atividade política de Fátima. O assassinato do vizir ibne Almaruque, por ordem de Maomé IV em 1328, ocorreu enquanto estava no palácio de Fátima discutindo os assuntos do reino como fazia regularmente. Boloix Gallardo especulou que ela poderia ter estado envolvida no planejamento ou mentor deste assassinato.
Maomé IV foi assassinado em 1333 e substituído por seu irmão de 15 anos, Iúçufe I. Fátima tornou-se novamente tutora e regente do neto, considerado menor e cuja autoridade se limitava a apenas "escolher o que comer de sua mesa". De acordo com Rubiera Mata, Fátima provavelmente influenciou as construções de Iúçufe I na Alhambra, o palácio real e complexo de fortaleza de Granada, mas Boloix Gallardo argumenta que não há evidências disso. Ela morreu em 26 de fevereiro de 1349 (7 Du Alhija 749 AH), durante o reinado de Iúçufe I, com mais de 90 anos de idade no calendário islâmico (lunar), e foi enterrada no cemitério real (rauda) de Alhambra.

## Rescaldo e legado
O poeta, historiador e estadista ibne Alcatibe escreveu uma elegia de 41 versos por sua morte, a única já dedicada a uma princesa nacérida. Na elegia, escreveu que "Estava sozinha, superando as mulheres de seu tempo / como a Noite do Destino supera todas as outras noites". Também a elogiou como:
| “ | a nata da nata do reino, a grande pérola no centro do colar da dinastia, o orgulho do harém, aspirando à honra e ao respeito, a corrente que amarra seus súditos, a protetora dos reis e a memória viva dos direito de primogenitura da família real. | ” |

Após sua morte, o governo de Granada continuou sob Iúçufe I, que mais tarde foi sucedido por seu filho Maomé V. Sob sua administração, Granada experimentaria seu apogeu. O historiador Brian A. Catlos atribuiu o sucesso final da dinastia em parte devido à "visão e constância" de Fátima, especialmente durante o reinado turbulento de seus irmãos, filho e netos, que foram marcados por assassinatos e reinados de jovens monarcas. Graças à linhagem dela, Ismail e seus descendentes ganharam legitimidade, embora não fossem descendentes de linhagem masculina de Maomé I. A ascensão de Ismail foi a primeira vez que o trono passou para um governante através da linha materna, o que aconteceria novamente em 1432 com a ascensão de Iúçufe IV. O governo dos descendentes de Fátima também deu início ao que os historiadores chamam de al-dawla al-isma'iliyya al-nasriyya, "a dinastia nacérida de Ismail", um ramo distinto da dinastia dos sultões anteriores. A historiadora María Jesús Rubiera Mata comparou sua tutela de seus netos às da contemporânea Maria de Molina, que também desempenhou um papel político central como regente de seu filho Fernando IV (1295–c. 1301) e do neto Afonso XI de Castela (1312–1321).